# Діонісій I (патріарх Константинопольський)
Патріарх Діонісій (грец. Πατριάρχης Διονύσιος Α΄; до 1410, Диміцана, Пелопоннес — 1492, Константинополь
) — Архієпископ Константинополя — Нового Риму і Вселенський Патріарх. Обіймав патріарший престол двічі — приблизно з 1466 до 1471 року і з липня 1488 року по 1490 рік. Шанується в лику святителів.

## Біографія
Народився в Диміцані, Пелопоннес. У 1440 році був ченцем у Константинопольському монастирі Мангана і послушником эфесского єпископа Марка Ефеського, який висвятив його на священика. Під час завоювання міста (1453) був взятий в полон турками, але незабаром був викуплений багатим греком. 
В 1455 році він був висвячений Патріархом Константинопольським Геннадієм II Схоларієм в сан Филипопольского єпископа. У 1466 року в результаті скинення патріарха Марка II і спроби звести на престол Симеона Трапезундського виник внутрішньоцерковний конфлікт. 15 Січня 1467 року з метою припинити протиборство партій і відновити церковний мир Священний Синод засудив Марка і Симеона до заслання і обрав патріархом Діонісія І. Підтримку новому патріарху зробила мачуха султана Мехмеда II Марія (Мара) з серб. роду Бранковичів, яка піднесла султану в подарунок 2 тис. золотих флоринів. Після цього плата султану за вступ патріарха на престол (пешкеш) стала традицією.
В період 1-го Патріарства Д. визнав єдино законним митрополитом Київським і всієї Русі Григорія Болгарина (грамота від 14 березня 1467 р.), що погіршило відносини між Константинопольським Патріархатом і Великим князівством Московським. В 1471 році Діонісій був відлучений від церкви через наклеп, за яким він нібито прийняв іслам. Його останки зберігаються там досі. РПЦ шанує його як святого і святкує його пам'ять 23 листопада.